# Одая-Бурсукань
Одая-Бурсукань, Одая-Бурсукані (рум. Odaia Bursucani) — село у повіті Васлуй в Румунії. Входить до складу комуни Гривіца.
Село розташоване на відстані 228 км на північний схід від Бухареста, 54 км на південь від Васлуя, 112 км на південь від Ясс, 84 км на північ від Галаца.

## Населення
За даними перепису населення 2002 року у селі проживали 638 осіб, усі — румуни. Усі жителі села рідною мовою назвали румунську.